# Mooshof (Bad Berneck im Fichtelgebirge)
Mooshof (oberfränkisch: Muhshuf) ist ein Gemeindeteil der Stadt Bad Berneck im Fichtelgebirge im Landkreis Bayreuth (Regierungsbezirk Oberfranken, Bayern). Mooshof liegt in der Gemarkung Wasserknoden.

## Lage
Bei der Einöde entspringt der linke Quellbach des Knodenbachs, eines rechten Zuflusses der Ölschnitz. Im Süden liegt das Moosholz, ansonsten ist der Ort von Acker- und Grünland umgeben. Eine Gemeindeverbindungsstraße führt nach Wasserknoden zur Kreisstraße BT 49 (1,2 km südwestlich) bzw. nach Lützenreuth zur Kreisstraße BT 48 (0,9 km östlich).

## Geschichte
Der Ort wurde 1560 als „Maß“ erstmals urkundlich erwähnt.  Dem Ortsnamen liegt das Wort mâʒe zugrunde (mhd. für gemessene Größe, abgegrenzte Ausdehnung).
Gegen Ende des 18. Jahrhunderts bestand Mooshof aus einem Anwesen. Das Hochgericht übte das bambergische Centamt Marktschorgast. Die bambergische Kastenamt Stadtsteinach war Grundherr des Gütleins.
Mit dem Gemeindeedikt wurde Mooshof dem 1811 gebildeten Steuerdistrikt Marktschorgast und der 1812 entstandenen Ruralgemeinde Wasserknoden zugewiesen. Am 1. Juli 1972 wurde Mooshof im Zuge der Gebietsreform in Bayern nach Bad Berneck im Fichtelgebirge eingemeindet.

### Einwohnerentwicklung
| Jahr      | 001818 | 001819 | 001861 | 001871 | 001885 | 001900 | 001925 | 001950 | 001961 | 001970 | 001987 |
| Einwohner | *      | *      | 6      | 5      | 9      | 7      | 4      | 4      | 6      | 6      | 5      |
| Häuser    | *      |        |        |        | 1      | 1      | 1      | 1      | 1      |        | 1      |
| Quelle    | [ 8 ]  | [ 11 ] | [ 12 ] | [ 13 ] | [ 14 ] | [ 15 ] | [ 16 ] | [ 17 ] | [ 18 ] | [ 19 ] | [ 1 ]  |

## Religion
Mooshof ist seit der Reformation gemischt konfessionell. Die Katholiken sind bis heute nach St. Jakobus der Ältere (Marktschorgast) gepfarrt, die Protestanten sind nach (Bad) Berneck im Fichtelgebirge gepfarrt.